# Mezilaurus subcordata
Mezilaurus subcordata är en lagerväxtart som först beskrevs av Adolpho Ducke, och fick sitt nu gällande namn av André Joseph Guillaume Henri Kostermans. Mezilaurus subcordata ingår i släktet Mezilaurus och familjen lagerväxter. Inga underarter finns listade i Catalogue of Life.